# Чемпионат Стамбула по волейболу среди мужчин
Мужской чемпионат Стамбула по волейболу (тур. İstanbul Erkekler Voleybol Şampiyonası) — бывший городской турнир мужских волейбольных клубов Стамбула. До учреждения Чемпионата Турции по волейболу являлся сильнейшим клубным соревнованием в стране. Разыгрывался среди мужчин в 1921—1970 годах. До учреждения Национальной волейбольной лиги в сезоне 1970/71 клуб-победитель чемпионата Стамбула участвовал в борьбе за чемпионство Турции, в 1971 году турнир потерял своё отборочное значение и его розыгрыш был прекращён. Исторически сложилось, что раньше в столице было значительно больше условий для развития спорта, чем в остальной части Турции, поэтому там базируется значительное количество сильнейших клубов страны по многим видам спорта.
В 1919 году волейбол в Стамбул принесла YMCA, а начиная с 1920 года Стамбульский Педагогический колледж выпускал учителей физкультуры, которые обучали потом юношей волейболу в других учебных заведениях города. В первом чемпионате приняли участие не менее трёх команд, победила команда Инженерной школы, второе место заняла сборная Высшей школы Кабаташ, а третье — команда ВШ Вефа.

## Чемпионы
| - 1921 «Инженерная школа» - 1922 «Инженерная школа» - 1923 «Инженерная школа» - 1924 «Инженерная школа» - 1925 «Ушкюдар» - 1926 «Бешикташ» - 1927 «Фенербахче» - 1928 «Фенербахче» - 1929 «Фенербахче» - 1930 «Фенербахче» - 1931 не доигран - 1932 «Галатасарай» - 1933 «Фенербахче» - 1934 «Фенербахче» - 1935 «Галатасарай» - 1936 «Фенерйылмаз» - 1937 «Фенерйылмаз» - 1938 «Хилаль» - 1939—1940 не разыгрывался - 1941 «Фенербахче» - 1942 «Бейоглуспор» - 1943 «Бейоглуспор» - 1944 «Галатасарай» - 1945 «Галатасарай» | - 1946 «Бейоглуспор» - 1947 «Вефа» - 1948 «Вефа» - 1949 «Бейоглуспор» - 1950 «Бейоглуспор» - 1951 «Бейоглуспор» - 1952 «Бейоглуспор» - 1953 «Галатасарай» - 1954 не разыгрывался - 1955 «Галатасарай» - 1956 «Галатасарай» - 1957 «Галатасарай» - 1958 «Дарюшшафака» - 1959 «Галатасарай» - 1960 «Галатасарай» - 1961 «Галатасарай» - 1962 «Галатасарай» - 1963 «Галатасарай» - 1964 «Галатасарай» - 1965 «Галатасарай» - 1966 «Галатасарай» - 1967 «Фенербахче» - 1968 «Фенербахче» - 1969 «Фенербахче» - 1970 сборная пожарных Стамбула |

### Титулы
| Клуб                      | Победы |
| ------------------------- | ------ |
| «Галатасарай»             | 16     |
| «Фенербахче»              | 10     |
| «Бейоглуспор»             | 7      |
| «Инженерная школа»        | 4      |
| «Вефа СК»                 | 2      |
| «Фенерйылмаз»             | 2      |
| «Бешикташ»                | 1      |
| «Дарюшшафака»             | 1      |
| сборная пожарных Стамбула | 1      |
| «Ушкюдар»                 | 1      |
| «Хилаль СК»               | 1      |